# Afriberina pallescens
Afriberina pallescens är en fjärilsart som beskrevs av Rothschild 1914. Afriberina pallescens ingår i släktet Afriberina och familjen mätare. Inga underarter finns listade i Catalogue of Life.